# Yozgatspor
Maillots

Yozgatspor Kulübü est un club turc de football basé à Yozgat. Il évolue en 2010-2011 au 4e niveau du championnat national.

## Historique
- 1959 : fondation du club

## Ligue
- Division 1 : 2000/01-2001/02
- Division 2 : 1992/93-1993/94, 1995/96-1999/00, 2002/03-2005/06
- Division 3 : 2006/07-2008/09
- Division 4 : 1984/85-1991/92, 1994/95, 2009/10-